# Черкасское (Саратовская область)
Черкасское — село (до 2012 года — рабочий посёлок) в Вольском районе Саратовской области России. Административный центр Черкасского муниципального образования.
В  1928—1960 годах административный центр Черкасского района.
Малая родина Героя Советского Союза З. И. Маресевой, Героя Социалистического Труда С. Ф. Вехова.

## География
Село расположено в 45 км к северу от Вольска, расстояние до ближайшей железнодорожной станции — 15 км. Село протянулось на 6—7 км по обе стороны речки Камышлейки (приток Алая).
Неподалёку имеется заказник, в смешанных лесах которого обитают лось, кабан, заяц-беляк, большая колония сурков; птицы — глухарь, тетерев, куропатка.

## История
В конце XVII века беглые крестьяне основали село Камышловку, позднее село Черкасское (Черкасы).
В 1928—1960 годах село являлось центром Черкасского района.
Статус посёлка городского типа (рабочий посёлок) — с 1967 года.
Статус сельского населённого пункта (село) — с 2012 года.
В селе сохранилась старинная церковь. 

## Население
| 1939  | 1959  | 1970  | 1979  | 1989  | 2002  | 2009  |
| ----- | ----- | ----- | ----- | ----- | ----- | ----- |
| 3928  | ↘3785 | ↗4039 | ↘3723 | ↘3690 | ↘3460 | ↘3357 |
| 2010  | 2011  | 2012  | 2013  |       |       |       |
| ↘3225 | ↘3213 | ↘3131 | ↗3977 |       |       |       |

## Известные уроженцы
- Вехов, Сергей Фёдорович (1931—1997) — советский хозяйственный, государственный и политический деятель, Герой Социалистического Труда.
- Маресева, Зинаида Ивановна (20 июня 1923 — 6 августа 1943) — участник Великой Отечественной войны, Герой Советского Союза, гвардии старший сержант медицинской службы, санинструктор санитарного взвода 1-го батальона 214-го гвардейского стрелкового полка 73-й гвардейской стрелковой дивизии.
- Аксёнова (урождённая Живаева) Клавдия Ивановна (31 декабря 1892 село Черкасское Вольского уезда Саратовской губернии — 14 июня 1967 г. Камышин), учительница русского языка и литературы школы № 5 г. Красноармейска, награждённая орденом Ленина за выдающиеся успехи в деле образования[12]. Муж - Аксёнов Валериан (Валерьян) Михайлович (1 июня 1894, Казань, Казанская губерния, Российская империя — 26 января 1980, Кишинёв, МССР, СССР), известный в Поволжье адвокат, выпускник академического отделения Московского народного университета А. Л. Шанявского.[13] Сын – Аксёнов, Владимир Валерианович — хозяйственный и государственный деятель. Директор Камышинского лакокрасочного завода «Победа». Председатель Камышинского городского исполнительного комитета Сталинградской области. Первый секретарь Камышинского горкома КПСС Волгоградской области. Организатор строительства и первый директор Волгоградского (Светлоярского) крупнейшего в мире комбината белково-витаминных концентратов[14]. Дочь – Аксёнова, Лидия Валерьяновна — советский, молдавский дирижёр, педагог, теоретик дирижирования, музыкальный писатель, первая женщина дирижёр симфонического оркестра в Молдавии, первый профессор хорового дирижирования в Молдавии, Заслуженный деятель искусств Молдавии.[15]

## Инфраструктура
Личное подсобное хозяйство с зоной сельскохозяйственного использования, индивидуальная застройка усадебного типа.
Черкасская участковая больница. Черкасский психоневрологический интернат. ГАУ Черкасский лесхоз. Электрическая подстанция Черкасская. Дом культуры. Средняя общеобразовательная школа имени Героя Советского Союза З. И. Маресевой

## Транспорт
Автобусное сообщение с райцентром. Остановка общественного транспорта «Черкасское». 